# 柳春
柳春，山西洪洞縣人，明朝政治人物、舉人出身。
洪武二十九年，山西鄉試中舉第一名（解元），后授廣東道監察御史。